# 2024年のNFLドラフト
2024年のNFLドラフトは、89回目のNFLドラフト。2024年4月25日から4月27日までの3日間、ミシガン州デトロイトのキャンパス・マーシャス・パークで開催された。指名順は2023年のレギュラーシーズンの成績及びプレーオフの成績に基づき決定された。3日間のイベントには史上最多となる70万人以上が訪れた。これまでの記録はテネシー州ナッシュビル2019年ドラフトの60万人であった。
1巡で6人のQBが指名されたがこれは1983年に続いて2度目で史上最多タイ記録である。

## 開催地
2023年3月28日に、ミシガン州デトロイトが開催地に選ばれた。

## 概要

### 指名権剥奪とペナルティ
- マイアミ・ドルフィンズはトム・ブレイディ獲得を狙った際にタンパリングを行ったとして、前年のドラフトの1巡目指名権と、このドラフトの3巡目指名権を剥奪された[4]。
- サンフランシスコ・49ersは給与計算の誤りのため、4巡目の指名権（全体131位）の順番を4巡目の最後（全体135位）に移動させられた[5]。

### 自軍のコーチ、エグゼクティブ雇用に対する補償
「ルーニー・ルール」と通称される規定に基づき、自軍のマイノリティのスタッフが他チームにヘッドコーチあるいはゼネラルマネージャーとして雇用された場合、元のチームは2年間に渡り3巡目の最後に指名権を与えられる。同年に2人が雇用された場合は3年間にわたって与えられる。複数チームの場合の指名順は通常のウェーバー順に従う。
- アトランタ・ファルコンズがロサンゼルス・ラムズのディフェンシブコーディネーターであるラヒーム・モリス（英語版）をヘッドコーチとして雇ったため、ラムズに2024年と2025年の3巡目指名権が与えられた[6]。
- テネシー・タイタンズがサンフランシスコ・49ersの選手人事部門マネージャーをゼネラルマネージャーとして雇ったため、49ersに2023年と2024年の3巡目指名権が与えられた[7]。

### 指名権の主なトレード
全体1位指名権は、前年のドラフト全体1位指名権をカロライナ・パンサーズにトレードしたシカゴ・ベアーズが獲得した。
ニューヨーク・ジェッツの全体10位指名権、6巡指名権とミネソタ・バイキングスの全体11位指名権、4巡指名権、5巡指名権がトレードされた。
ジャクソンビル・ジャガーズの全体17位指名権がミネソタ・バイキングスの全体23位指名権、5巡指名権、2025年ドラフトの3巡、4巡指名権とトレードされた。
全体23位指名権は、クリーブランド・ブラウンズ、ヒューストン・テキサンズ、ミネソタ・バイキングスを経てジャクソンビル・ジャガーズにトレードされた。
ダラス・カウボーイズの全体24位指名権、2025年の7巡指名権とデトロイト・ライオンズの全体29位指名権、3巡指名権がトレードされた。
前年のドラフト全体3位指名権などをアリゾナ・カージナルスから獲得したヒューストン・テキサンズは、全体27位指名権、3巡指名権などをトレードした。
バッファロー・ビルズとカンザスシティ・チーフスは、お互いのドラフト1巡指名権などをトレードした。

### 指名数
32チーム7巡の224指名権に加え、2回のルーニー・ルール指名権、32回の補償ドラフト指名権、そして1指名権の剥奪により合計で257回の指名が行われた。そのうち126回はトレードにより譲渡されたものであった。

### その他
4巡目全体108位でミネソタ・バイキングスから指名されたカイリー・ジャクソンは、ルーキーシーズン開幕前の2024年7月5日に交通事故で死亡した。

## 指名選手

### 1巡目指名選手
| 指名順位 | チーム                             | 選手名                         | ポジション | 出身大学               |
| 1        | シカゴ・ベアーズ                   | ケイレブ・ウィリアムズ         | QB         | USC                    |
| 2        | ワシントン・コマンダース           | ジェイデン・ダニエルズ         | QB         | LSU                    |
| 3        | ニューイングランド・ペイトリオッツ | ドレイク・メイ                 | QB         | ノースカロライナ大学   |
| 4        | アリゾナ・カージナルス             | マービン・ハリソン・ジュニア   | WR         | オハイオ州立大学       |
| 5        | ロサンゼルス・チャージャーズ       | ジョー・オルト                 | OT         | ノートルダム大学       |
| 6        | ニューヨーク・ジャイアンツ         | マリーク・ネイバーズ           | WR         | LSU                    |
| 7        | テネシー・タイタンズ               | JC・レイサム                   | OT         | アラバマ大学           |
| 8        | アトランタ・ファルコンズ           | マイケル・ペニックス・ジュニア | QB         | ワシントン大学         |
| 9        | シカゴ・ベアーズ                   | ローム・オドゥンゼ             | WR         | ワシントン大学         |
| 10       | ミネソタ・バイキングス             | J・J・マッカーシー             | QB         | ミシガン大学           |
| 11       | ニューヨーク・ジェッツ             | オル・ファシャヌ               | OT         | ペンシルベニア州立大学 |
| 12       | デンバー・ブロンコス               | ボー・ニックス                 | QB         | オレゴン大学           |
| 13       | ラスベガス・レイダース             | ブロック・バウアーズ           | TE         | ジョージア大学         |
| 14       | ニューオーリンズ・セインツ         | タリース・フアガ               | OT         | オレゴン州立大学       |
| 15       | インディアナポリス・コルツ         | ライアトゥ・ラトゥ             | DE         | UCLA                   |
| 16       | シアトル・シーホークス             | バイロン・マーフィー2世        | DT         | テキサス大学           |
| 17       | ミネソタ・バイキングス             | ダラス・ターナー               | OLB/DE     | アラバマ大学           |
| 18       | シンシナティ・ベンガルズ           | アマリアス・ミムズ             | OT         | ジョージア大学         |
| 19       | ロサンゼルス・ラムズ               | ジャレッド・バース             | DE         | フロリダ州立大学       |
| 20       | ピッツバーグ・スティーラーズ       | トロイ・ファウタヌ             | OT         | ワシントン大学         |
| 21       | マイアミ・ドルフィンズ             | チョップ・ロビンソン           | DE         | ペンシルベニア州立大学 |
| 22       | フィラデルフィア・イーグルス       | クイニョン・ミッチェル         | CB         | トレド大学             |
| 23       | ジャクソンビル・ジャガーズ         | ブライアン・トーマス・ジュニア | WR         | LSU                    |
| 24       | デトロイト・ライオンズ             | テリオン・アーノルド           | CB         | アラバマ大学           |
| 25       | グリーンベイ・パッカーズ           | ジョーダン・モーガン           | OT         | アリゾナ大学           |
| 26       | タンパベイ・バッカニアーズ         | グラハム・バートン             | C          | デューク大学           |
| 27       | アリゾナ・カージナルス             | ダリアス・ロビンソン           | DE         | ミズーリ大学           |
| 28       | カンザスシティ・チーフス           | ゼイビア・ウォージー           | WR         | テキサス大学           |
| 29       | ダラス・カウボーイズ               | タイラー・ガイトン             | OT         | オクラホマ大学         |
| 30       | ボルチモア・レイブンズ             | ネイト・ウィギンズ             | CB         | クレムソン大学         |
| 31       | サンフランシスコ・49ers            | リッキー・ピアソル             | WR         | フロリダ大学           |
| 32       | カロライナ・パンサーズ             | ゼイビア・レゲット             | WR         | サウスカロライナ大学   |

### 2巡目指名選手
| 指名順位 | チーム                             | 選手名                           | ポジション | 出身大学               |
| 33       | バッファロー・ビルズ               | キーオン・コールマン             | WR         | フロリダ州立大学       |
| 34       | ロサンゼルス・チャージャーズ       | ラッド・マコンキー               | WR         | ジョージア大学         |
| 35       | アトランタ・ファルコンズ           | ルーク・オルホロ                 | DT         | クレムソン大学         |
| 36       | ワシントン・コマンダース           | ジャーザン・ニュートン           | DT         | イリノイ大学           |
| 37       | ニューイングランド・ペイトリオッツ | ジェイリン・ポーク               | WR         | ワシントン大学         |
| 38       | テネシー・タイタンズ               | ティボンドレ・スウェット         | DT         | テキサス大学           |
| 39       | ロサンゼルス・ラムズ               | ブレイデン・フィスク             | DT         | フロリダ州立大学       |
| 40       | フィラデルフィア・イーグルス       | クーパー・ディジーン             | CB         | アイオワ大学           |
| 41       | ニューオーリンズ・セインツ         | クール＝エイド・マッキンストリー | CB         | アラバマ大学           |
| 42       | ヒューストン・テキサンズ           | カマリ・ラシター                 | CB         | ジョージア大学         |
| 43       | アリゾナ・カージナルス             | マックス・メルトン               | CB         | ラトガース大学         |
| 44       | ラスベガス・レイダース             | ジャクソン・パワーズ＝ジョンソン | OG         | オレゴン大学           |
| 45       | グリーンベイ・パッカーズ           | エジェリン・クーパー             | LB         | テキサスA&M大学        |
| 46       | カロライナ・パンサーズ             | ジョナソン・ブルックス           | RB         | テキサス大学           |
| 47       | ニューヨーク・ジャイアンツ         | タイラー・ヌビン                 | S          | ミネソタ大学           |
| 48       | ジャクソンビル・ジャガーズ         | マーソン・スミス                 | DT         | LSU                    |
| 49       | シンシナティ・ベンガルズ           | クリス・ジェンキンス             | DT         | ミシガン大学           |
| 50       | ワシントン・コマンダース           | マイク・セインリスティル         | CB         | ミシガン大学           |
| 51       | ピッツバーグ・スティーラーズ       | ザック・フレイジャー             | C          | ウエストバージニア大学 |
| 52       | インディアナポリス・コルツ         | アドナイ・ミッチェル             | WR         | テキサス大学           |
| 53       | ワシントン・コマンダース           | ベン・シノット                   | TE         | カンザス州立大学       |
| 54       | クリーブランド・ブラウンズ         | マイケル・ホール・ジュニア       | DT         | オハイオ州立大学       |
| 55       | マイアミ・ドルフィンズ             | パトリック・ポール               | OT         | ヒューストン大学       |
| 56       | ダラス・カウボーイズ               | マーション・ニーランド           | DE         | 西ミシガン大学         |
| 57       | タンパベイ・バッカニアーズ         | クリス・ブラスウェル             | DE         | アラバマ大学           |
| 58       | グリーンベイ・パッカーズ           | ジャボン・ボラード               | S          | ジョージア大学         |
| 59       | ヒューストン・テキサンズ           | ブレイク・フィッシャー           | OT         | ノートルダム大学       |
| 60       | バッファロー・ビルズ               | コール・ビショップ               | S          | ユタ大学               |
| 61       | デトロイト・ライオンズ             | エニス・レイクストロー・ジュニア | CB         | ミズーリ大学           |
| 62       | ボルチモア・レイブンズ             | ロジャー・ローゼンガーテン       | OT         | ワシントン大学         |
| 63       | カンザスシティ・チーフス           | キングスリー・スアマタイア       | OT         | ブリガムヤング大学     |
| 64       | サンフランシスコ・49ers            | レナード・グリーン               | CB         | フロリダ州立大学       |

### 3巡目指名選手
| * | 補償ドラフト指名           |  |
| × | ルーニー・ルールによる指名 |  |

| 指名順位 | チーム                             | 選手名                       | ポジション                   | 出身大学                       |
| 65       | ニューヨーク・ジェッツ             | マラキ・コーリー             | WR                           | ウエスタンケンタッキー大学     |
| 66       | アリゾナ・カージナルス             | トレイ・ベンソン             | RB                           | フロリダ州立大学               |
| 67       | ワシントン・コマンダース           | ブランドン・コールマン       | OT                           | TCU                            |
| 68       | ニューイングランド・ペイトリオッツ | ケイダン・ウォレス           | OT                           | ペンシルベニア州立大学         |
| 69       | ロサンゼルス・チャージャーズ       | ジュニア・コルソン           | LB                           | ミシガン大学                   |
| 70       | ニューヨーク・ジャイアンツ         | アンドリュー・フィリップス   | CB                           | ケンタッキー大学               |
| 71       | アリゾナ・カージナルス             | アイザイア・アダムス         | OG                           | イリノイ大学                   |
| 72       | カロライナ・パンサーズ             | トレビン・ウォレス           | LB                           | ケンタッキー大学               |
| 73       | ダラス・カウボーイズ               | クーパー・ビーブ             | OG                           | カンザス州立大学               |
| 74       | アトランタ・ファルコンズ           | ブレイレン・トライス         | LB                           | ワシントン大学                 |
| 75       | シカゴ・ベアーズ                   | キラン・アメガジェ           | OT                           | イェール大学                   |
| 76       | デンバー・ブロンコス               | ジョナ・エリス               | DE                           | ユタ大学                       |
| 77       | ラスベガス・レイダース             | デルマー・グレーズ           | OT                           | メリーランド大学               |
| 78       | ヒューストン・テキサンズ           | ケイレン・バロック           | S                            | USC                            |
| 79       | インディアナポリス・コルツ         | マット・ゴンサルベス         | OT                           | ピッツバーグ大学               |
| 80       | シンシナティ・ベンガルズ           | ジャーメイン・バートン       | WR                           | アラバマ大学                   |
| 81       | シアトル・シーホークス             | クリスティアン・ヘインズ     | OG                           | コネチカット大学               |
| 82       | アリゾナ・カージナルス             | ティップ・レイマン           | TE                           | イリノイ大学                   |
| 83       | ロサンゼルス・ラムズ               | ブレイク・コーラム           | RB                           | ミシガン大学                   |
| 84       | ピッツバーグ・スティーラーズ       | ローマン・ウィルソン         | WR                           | ミシガン大学                   |
| 85       | クリーブランド・ブラウンズ         | ザック・ジンター             | OG                           | ミシガン大学                   |
| -        | マイアミ・ドルフィンズ             | タンパリングのため指名権剥奪 | タンパリングのため指名権剥奪 | タンパリングのため指名権剥奪   |
| 86       | サンフランシスコ・49ers            | ドミニク・プニ               | OG                           | カンザス大学                   |
| 87       | ダラス・カウボーイズ               | マリスト・リウファウ         | LB                           | ノートルダム大学               |
| 88       | グリーンベイ・パッカーズ           | マーション・ロイド           | RB                           | USC                            |
| 89       | タンパベイ・バッカニアーズ         | タイキー・スミス             | S                            | ジョージア大学                 |
| 90       | アリゾナ・カージナルス             | イライジャ・ジョーンズ       | CB                           | ボストン・カレッジ             |
| 91       | グリーンベイ・パッカーズ           | タイロン・ホッパー           | LB                           | ミズーリ大学                   |
| 92       | タンパベイ・バッカニアーズ         | ジェイレン・マクミラン       | WR                           | ワシントン大学                 |
| 93       | ボルチモア・レイブンズ             | アディサ・アイザック         | DE                           | ペンシルベニア州立大学         |
| 94       | フィラデルフィア・イーグルス       | ジャリックス・ハント         | DE                           | ヒューストン・クリスチャン大学 |
| 95       | バッファロー・ビルズ               | ドウェイン・カーター         | DT                           | デューク大学                   |
| 96*      | ジャクソンビル・ジャガーズ         | ジャリアン・ジョーンズ       | CB                           | フロリダ州立大学               |
| 97*      | シンシナティ・ベンガルズ           | マッキンリー・ジャクソン     | DT                           | テキサスA&M大学                |
| 98*      | ピッツバーグ・スティーラーズ       | ペイトン・ウィルソン         | LB                           | ノースカロライナ州立大学       |
| 99×      | ロサンゼルス・ラムズ               | ケムレン・キンチェンス       | S                            | マイアミ大学                   |
| 100×     | ワシントン・コマンダース           | ルーク・マカフリー           | WR                           | ライス大学                     |

### 4巡目指名選手
| * | 補償ドラフト指名 |  |

| 指名順位 | チーム                             | 選手名                           | ポジション | 出身大学                     |
| 101      | カロライナ・パンサーズ             | ジャタビオン・サンダース         | TE         | テキサス大学                 |
| 102      | デンバー・ブロンコス               | トロイ・フランクリン             | WR         | オレゴン大学                 |
| 103      | ニューイングランド・ペイトリオッツ | レイデン・ロビンソン             | OG         | テキサスA&M大学              |
| 104      | アリゾナ・カージナルス             | ダドリオン・テイラー・デマーソン | S          | テキサス工科大学             |
| 105      | ロサンゼルス・チャージャーズ       | ジャスティン・エゴイグベ         | DT         | アラバマ大学                 |
| 106      | テネシー・タイタンズ               | セドリック・グレイ               | LB         | ノースカロライナ大学         |
| 107      | ニューヨーク・ジャイアンツ         | テオ・ジョンソン                 | TE         | ペンシルベニア州立大学       |
| 108      | ミネソタ・バイキングス             | カイリー・ジャクソン             | CB         | オレゴン大学                 |
| 109      | アトランタ・ファルコンズ           | ブランドン・ドーラス             | DT         | オレゴン大学                 |
| 110      | ニューイングランド・ペイトリオッツ | ジャボン・ベイカー               | WR         | セントラルフロリダ大学       |
| 111      | グリーンベイ・パッカーズ           | エバン・ウィリアムズ             | S          | オレゴン大学                 |
| 112      | ラスベガス・レイダース             | デカメリオン・リチャードソン     | CB         | ミシシッピ州立大学           |
| 113      | ボルチモア・レイブンズ             | デボンテス・ウォーカー           | WR         | ノースカロライナ大学         |
| 114      | ジャクソンビル・ジャガーズ         | ジャボン・フォスター             | OT         | ミズーリ大学                 |
| 115      | シンシナティ・ベンガルズ           | エリック・オール                 | TE         | アイオワ大学                 |
| 116      | ジャクソンビル・ジャガーズ         | ジョーダン・ジェファーソン       | DT         | LSU                          |
| 117      | インディアナポリス・コルツ         | タナー・ボルトリーニ             | C          | ウィスコンシン大学           |
| 118      | シアトル・シーホークス             | タイリス・ナイト                 | LB         | テキサス大学エルパソ校       |
| 119      | ピッツバーグ・スティーラーズ       | メイソン・マコーミック           | OG         | サウスダコタ州立大学         |
| 120      | マイアミ・ドルフィンズ             | ジェイレン・ライト               | RB         | テネシー大学                 |
| 121      | シアトル・シーホークス             | A・J・バーナー                   | TE         | ミシガン大学                 |
| 122      | シカゴ・ベアーズ                   | トリー・テイラー                 | P          | アイオワ大学                 |
| 123      | ヒューストン・テキサンズ           | ケイド・ストーバー               | TE         | オハイオ州立大学             |
| 124      | サンフランシスコ・49ers            | マリク・ムスタファ               | S          | ウェイクフォレスト大学       |
| 125      | タンパベイ・バッカニアーズ         | バッキー・アービング             | RB         | オレゴン大学                 |
| 126      | デトロイト・ライオンズ             | ジョバンニ・マヌ                 | OT         | ブリティッシュコロンビア大学 |
| 127      | フィラデルフィア・イーグルス       | ウィル・シプリー                 | RB         | クレムソン大学               |
| 128      | バッファロー・ビルズ               | レイ・デービス                   | RB         | ケンタッキー大学             |
| 129      | サンフランシスコ・49ers            | アイザック・グエレンド           | RB         | ルイビル大学                 |
| 130      | ボルチモア・レイブンズ             | T・J・タンパ                     | CB         | アイオワ州立大学             |
| 131      | カンザスシティ・チーフス           | ジャレッド・ワイリー             | TE         | TCU                          |
| 132*     | デトロイト・ライオンズ             | シオネ・バキ                     | RB         | ユタ大学                     |
| 133*     | カンザスシティ・チーフス           | ジェイデン・ヒックス             | S          | ワシントン州立大学           |
| 134*     | ニューヨーク・ジェッツ             | ブラエロン・アレン               | RB         | ウィスコンシン大学           |
| 135      | サンフランシスコ・49ers            | ジェイコブ・カウイング           | WR         | アリゾナ大学                 |

### 5巡目指名選手
| * | 補償ドラフト指名 |  |

| 指名順位 | チーム                       | 選手名                                 | ポジション | 出身大学                      |
| 136      | シアトル・シーホークス       | ネヘマイア・プリチェット               | CB         | オーバーン大学                |
| 137      | ロサンゼルス・チャージャーズ | ターヒーブ・スティル                   | CB         | メリーランド大学              |
| 138      | アリゾナ・カージナルス       | ゼイビア・トーマス                     | DE         | クレムソン大学                |
| 139      | ワシントン・コマンダース     | ジョーダン・マギー                     | LB         | テンプル大学                  |
| 140      | ロサンゼルス・チャージャーズ | キャム・ハート                         | CB         | ノートルダム大学              |
| 141      | バッファロー・ビルズ         | セドリック・バン・プラン＝グレンジャー | C          | ジョージア大学                |
| 142      | インディアナポリス・コルツ   | アンソニー・ゴールド                   | WR         | オレゴン州立大学              |
| 143      | アトランタ・ファルコンズ     | JD・バートランド                       | LB         | ノートルダム大学              |
| 144      | シカゴ・ベアーズ             | オースティン・ブッカー                 | DE         | カンザス大学                  |
| 145      | デンバー・ブロンコス         | クリス・エイブラムス＝ドレイン         | CB         | ミズーリ大学                  |
| 146      | テネシー・タイタンズ         | ジャービス・ブラウンリー・ジュニア     | CB         | ルイビル大学                  |
| 147      | デンバー・ブロンコス         | オードリック・エスティメ               | RB         | ノートルダム大学              |
| 148      | ラスベガス・レイダース       | トミー・エイチェンバーグ               | LB         | オハイオ州立大学              |
| 149      | シンシナティ・ベンガルズ     | ジョシュ・ニュートン                   | CB         | TCU                           |
| 150      | ニューオーリンズ・セインツ   | スペンサー・ラトラー                   | QB         | サウスカロライナ大学          |
| 151      | インディアナポリス・コルツ   | ジェイロン・カーリーズ                 | S          | ミズーリ大学                  |
| 152      | フィラデルフィア・イーグルス | アイニアス・スミス                     | WR         | テキサスA&M大学               |
| 153      | ジャクソンビル・ジャガーズ   | ディアントレ・プリンス                 | CB         | ミシシッピ大学                |
| 154      | ロサンゼルス・ラムズ         | ブレナン・ジャクソン                   | DE         | ワシントン州立大学            |
| 155      | フィラデルフィア・イーグルス | ジェレマイア・トロッター・ジュニア     | LB         | クレムソン大学                |
| 156      | クリーブランド・ブラウンズ   | ジャマリ・スラッシュ                   | WR         | ルイビル大学                  |
| 157      | カロライナ・パンサーズ       | チョー・スミス＝ウェイド               | CB         | ワシントン州立大学            |
| 158      | マイアミ・ドルフィンズ       | モハメド・カマラ                       | DE         | コロラド州立大学              |
| 159      | カンザスシティ・チーフス     | ハンター・ヌルザド                     | C          | ペンシルベニア州立大学        |
| 160      | バッファロー・ビルズ         | エデフアン・ウロフォシオ               | LB         | ワシントン大学                |
| 161      | ワシントン・コマンダース     | ドミニク・ハンプトン                   | S          | ワシントン大学                |
| 162      | アリゾナ・カージナルス       | クリスチャン・ジョーンズ               | OT         | テキサス大学                  |
| 163      | グリーンベイ・パッカーズ     | ジェイコブ・モンク                     | C          | デューク大学                  |
| 164      | インディアナポリス・コルツ   | ジェイリン・シンプソン                 | S          | オーバーン大学                |
| 165      | ボルチモア・レイブンズ       | ラシーン・アリ                         | RB         | マーシャル大学                |
| 166      | ニューヨーク・ジャイアンツ   | タイロン・トレイシー・ジュニア         | RB         | パデュー大学                  |
| 167      | ジャクソンビル・ジャガーズ   | ケイラン・ロビンソン                   | RB         | テキサス大学                  |
| 168*     | バッファロー・ビルズ         | ジャボン・ソロモン                     | DE         | トロイ大学                    |
| 169*     | グリーンベイ・パッカーズ     | キタン・オラダポ                       | S          | オレゴン州立大学              |
| 170*     | ニューオーリンズ・セインツ   | バブ・ミーンズ                         | WR         | ピッツバーグ大学              |
| 171*     | ニューヨーク・ジェッツ       | ジョーダン・トラビス                   | QB         | フロリダ州立大学              |
| 172*     | フィラデルフィア・イーグルス | トレバー・キーガン                     | OG         | ミシガン大学                  |
| 173*     | ニューヨーク・ジェッツ       | アイザイア・デービス                   | RB         | サウスダコタ州立大学          |
| 174*     | ダラス・カウボーイズ         | ケイレン・カーソン                     | CB         | ウェイクフォレスト大学        |
| 175*     | ニューオーリンズ・セインツ   | ジェイラン・フォード                   | LB         | テキサス大学                  |
| 176*     | ニューヨーク・ジェッツ       | クワンテズ・スティガーズ               | RB         | トロント・アルゴノーツ（CFL） |

### 6巡目指名選手
| * | 補償ドラフト指名 |  |

| 指名順位 | チーム                             | 選手名                         | ポジション | 出身大学                       |
| 177      | ミネソタ・バイキングス             | ウォルター・ラウス             | OT         | オクラホマ大学                 |
| 178      | ピッツバーグ・スティーラーズ       | ローガン・リー                 | DT         | アイオワ大学                   |
| 179      | シアトル・シーホークス             | サタオア・ラウメア             | OG         | ユタ大学                       |
| 180      | ニューイングランド・ペイトリオッツ | マーセラス・ダイアル           | CB         | サウスカロライナ大学           |
| 181      | ロサンゼルス・チャージャーズ       | キマニ・バイダル               | RB         | トロイ大学                     |
| 182      | テネシー・タイタンズ               | ジャクアン・ジャクソン         | WR         | テュレーン大学                 |
| 183      | ニューヨーク・ジャイアンツ         | ダリアス・ムアソー             | LB         | UCLA                           |
| 184      | マイアミ・ドルフィンズ             | マリク・ワシントン             | WR         | バージニア大学                 |
| 185      | フィラデルフィア・イーグルス       | ジョニー・ウィルソン           | WR         | フロリダ州立大学               |
| 186      | アトランタ・ファルコンズ           | ジェイス・マクレラン           | RB         | アラバマ大学                   |
| 187      | アトランタ・ファルコンズ           | ケイシー・ワシントン           | WR         | イリノイ大学                   |
| 188      | ヒューストン・テキサンズ           | ジャマル・ヒル                 | LB         | オレゴン大学                   |
| 189      | デトロイト・ライオンズ             | メクヒ・ウィンゴ               | DT         | LSU                            |
| 190      | フィラデルフィア・イーグルス       | ダイラン・マクマーン           | C          | ノースカロライナ州立大学       |
| 191      | アリゾナ・カージナルス             | テジョーン・パーマー           | WR         | アラバマ大学バーミングハム校   |
| 192      | シアトル・シーホークス             | D・J・ジェームズ               | CB         | オーバーン大学                 |
| 193      | ニューイングランド・ペイトリオッツ | ジョー・ミルトン               | QB         | テネシー大学                   |
| 194      | シンシナティ・ベンガルズ           | タナー・マクラクラン           | TE         | アリゾナ大学                   |
| 195      | ピッツバーグ・スティーラーズ       | ライアン・ワッツ               | CB         | テキサス大学                   |
| 196      | ロサンゼルス・ラムズ               | タイラー・デービス             | DT         | クレムソン大学                 |
| 197      | アトランタ・ファルコンズ           | ザイオン・ログー               | DT         | ジョージア大学                 |
| 198      | マイアミ・ドルフィンズ             | パトリック・マクモリス         | S          | カリフォルニア大学             |
| 199      | ニューオーリンズ・セインツ         | クリスチャン・ボイド           | DT         | 北アイオワ大学                 |
| 200      | カロライナ・パンサーズ             | ジェイデン・クラメディ         | DT         | ミシシッピ州立大学             |
| 201      | インディアナポリス・コルツ         | マイカ・エイブラハム           | CB         | マーシャル大学                 |
| 202      | グリーンベイ・パッカーズ           | トラビス・グローバー           | OT         | ジョージア州立大学             |
| 203      | ミネソタ・バイキングス             | ウィル・リーチャード           | K          | アラバマ大学                   |
| 204      | バッファロー・ビルズ               | タイラン・グラブル             | OT         | セントラルフロリダ大学         |
| 205      | ヒューストン・テキサンズ           | ジャーハー・ジョーダン         | RB         | ルイビル大学                   |
| 206      | クリーブランド・ブラウンズ         | ナタニエル・ワトソン           | LB         | ミシシッピ州立大学             |
| 207      | シアトル・シーホークス             | マイケル・ジェレル             | OT         | フィンドレー大学               |
| 208      | ラスベガス・レイダース             | ダイラン・ロービー             | RB         | ニューハンプシャー大学         |
| 209*     | ロサンゼルス・ラムズ               | ジョシュア・カーティ           | K          | スタンフォード大学             |
| 210*     | デトロイト・ライオンズ             | クリスチャン・マホガニー       | OG         | ボストンカレッジ               |
| 211*     | カンザスシティ・チーフス           | カマル・ハデン                 | CB         | テネシー大学                   |
| 212*     | ジャクソンビル・ジャガーズ         | キャム・リトル                 | K          | アーカンソー大学               |
| 213*     | ロサンゼルス・ラムズ               | ジョーダン・ウィッティングトン | WR         | テキサス大学                   |
| 214*     | シンシナティ・ベンガルズ           | セドリック・ジョンソン         | DE         | ミシシッピ大学                 |
| 215*     | サンフランシスコ・49ers            | ジャレット・キングストン       | OG         | USC                            |
| 216*     | ダラス・カウボーイズ               | ライアン・フラーノイ           | WR         | サウスイーストミズーリ州立大学 |
| 217*     | ロサンゼルス・ラムズ               | ビュー・リマー                 | C          | アーカンソー大学               |
| 218*     | ボルチモア・レイブンズ             | デビン・レアリー               | QB         | ケンタッキー大学               |
| 219*     | バッファロー・ビルズ               | デクアン・ハーディ             | CB         | ペンシルベニア州立大学         |
| 220*     | タンパベイ・バッカニアーズ         | イライジャ・クライン           | OG         | テキサス大学エルパソ校         |

### 7巡目指名選手
| * | 補償ドラフト指名 |  |

| 指名順位 | チーム                             | 選手名                           | ポジション | 出身大学                     |
| 221      | バッファロー・ビルズ               | トラビス・クレイトン             | OT         | イングランドのラグビー界出身 |
| 222      | ワシントン・コマンダーズ           | ジャボンテ・ジャン＝バプティスト | DE         | ノートルダム大学             |
| 223      | ラスベガス・レイダース             | トリー・テイラー                 | S          | 空軍士官学校                 |
| 224      | シンシナティ・ベンガルズ           | デイジャーン・アンソニー         | S          | ミシシッピ大学               |
| 225      | ロサンゼルス・チャージャーズ       | ブレンデン・ライス               | WR         | USC                          |
| 226      | アリゾナ・カージナルス             | ジェイデン・デービス             | CB         | マイアミ大学                 |
| 227      | クリーブランド・ブラウンズ         | マイルズ・ハーデン               | CB         | サウスダコタ大学             |
| 228      | ボルチモア・レイブンズ             | ニック・サマック                 | C          | ミシガン州立大学             |
| 229      | ラスベガス・レイダース             | M・J・デボンシャー               | CB         | ピッツバーグ大学             |
| 230      | ミネソタ・バイキングス             | マイケル・ユルゲンス             | C          | ウェイクフォレスト大学       |
| 231      | ニューイングランド・ペイトリオッツ | ジャヒーム・ベル                 | TE         | フロリダ州立大学             |
| 232      | ミネソタ・バイキングス             | リーバイ・ドレイク・ロドリゲス   | DT         | テキサスA&M大学コマース校    |
| 233      | ダラス・カウボーイズ               | ネイサン・トーマス               | OT         | ルイジアナ大学               |
| 234      | インディアナポリス・コルツ         | ヨナー・ラウル                   | DT         | オクラホマ大学               |
| 235      | デンバー・ブロンコス               | デヴォーン・ベレ                 | WR         | ユタ大学                     |
| 236      | ジャクソンビル・ジャガーズ         | マイルズ・コール                 | DE         | テキサス工科大学             |
| 237      | シンシナティ・ベンガルズ           | マット・リー                     | C          | マイアミ大学                 |
| 238      | ヒューストン・テキサンズ           | ソロモン・バード                 | DE         | USC                          |
| 239      | ニューオーリンズ・セインツ         | ジョサイア・エジリン             | OT         | 東ケンタッキー大学           |
| 240      | カロライナ・パンサーズ             | マイケル・バレット               | LB         | ミシガン大学                 |
| 241      | マイアミ・ドルフィンズ             | タージ・ワシントン               | WR         | USC                          |
| 242      | テネシー・タイタンズ               | ジェームズ・ウィリアムズ         | S          | マイアミ大学                 |
| 243      | クリーブランド・ブラウンズ         | ジョウォン・ブリッグス           | DT         | シンシナティ大学             |
| 244      | ダラス・カウボーイズ               | ジャスティン・ロジャース         | DT         | オーバーン大学               |
| 245      | グリーンベイ・パッカーズ           | マイケル・プラット               | QB         | テュレーン大学               |
| 246      | タンパベイ・バッカニアーズ         | デビン・カルプ                   | TE         | ワシントン大学               |
| 247      | ヒューストン・テキサンズ           | マーカス・ハリス                 | DT         | オーバーン大学               |
| 248      | カンザスシティ・チーフス           | C・J・ハンソン                   | OG         | ホーリークロス大学           |
| 249      | ヒューストン・テキサンズ           | ラダリアス・ヘンダーソン         | OG         | ミシガン大学                 |
| 250      | ボルチモア・レイブンズ             | サヌーシ・ケーン                 | S          | パデュー大学                 |
| 251      | サンフランシスコ・49ers            | テイタム・ベチューン             | LB         | フロリダ州立大学             |
| 252      | テネシー・タイタンズ               | ジェイレン・ハレル               | DE         | ミシガン大学                 |
| 253*     | ロサンゼルス・チャージャーズ       | コーネルアス・ジョンソン         | WR         | ミシガン大学                 |
| 254*     | ロサンゼルス・ラムズ               | KT・レベストン                   | OG         | カンザス州立大学             |
| 255*     | グリーンベイ・パッカーズ           | カレン・キング                   | CB         | ペンシルベニア州立大学       |
| 256*     | デンバー・ブロンコス               | ニック・ガージューロ             | C          | サウスカロライナ大学         |
| 257*     | ニューヨーク・ジェッツ             | ジェイレン・キー                 | S          | アラバマ大学                 |

### ドラフト外入団の主な選手
| チーム                       | 選手名                   | ポジション | 出身大学               |
| カロライナ・パンサーズ       | ジェイレン・コーカー     | WR         | ホーリークロス大学     |
| カロライナ・パンサーズ       | デマリ・リチャードソン   | S          | テキサスA&M大学        |
| デトロイト・ライオンズ       | ホーガン・ハッテン       | LS         | アイダホ大学           |
| インディアナポリス・コルツ   | ダルトン・タッカー       | OG         | マーシャル大学         |
| カンザスシティ・チーフス     | ライアン・レーコー       | P          | BYU                    |
| ロサンゼルス・ラムズ         | ジェイレン・マコロー     | S          | テネシー大学           |
| ロサンゼルス・ラムズ         | オマー・スピーツ         | LB         | LSU                    |
| マイアミ・ドルフィンズ       | ストーム・ダック         | CB         | ルイビル大学           |
| ニューオーリンズ・セインツ   | マシュー・ヘイボール     | P          | ヴァンダービルト大学   |
| ニューヨーク・ジャイアンツ   | イライジャ・チャットマン | DE         | SMU                    |
| ピッツバーグ・スティーラーズ | ビーニー・ビショップ     | CB         | ウェストバージニア大学 |